# Ryan Kalil
Ryan Joseph Kalil (Tucson, 29 marzo 1985) è un giocatore di football americano statunitense che gioca nel ruolo di centro per i New York Jets della National Football League (NFL). Fu scelto nel corso del secondo giro (59º assoluto) del Draft NFL 2007 dai Carolina Panthers. Al college ha giocato a football alla University of Southern California. È il fratello maggiore di Matt Kalil, offensive tackle che milita nei Panthers.

## Carriera professionistica

### Carolina Panthers
Kalil fu scelto nel secondo giro del draft 2007 dai Carolina Panthers. Fu il primo centro chiamato nel 2007 e si unì all'ex compagno degli USC Trojans, Dwayne Jarrett, scelto anch'egli dai Panthers al secondo giro.
Nella sua stagione da rookie nel 2007, Kalil partì come titolare solamente in tre partite. Nella stagione successiva fu nominato centro titolare a tempo pieno, partendo come titolare nelle 12 gare disputate e perdendone 4 per infortunio.
Nel 2009, per la prima volta Ryan giocò come titolare tutte le 16 gare della stagione regolare, venendo convocato per il suo primo Pro Bowl.

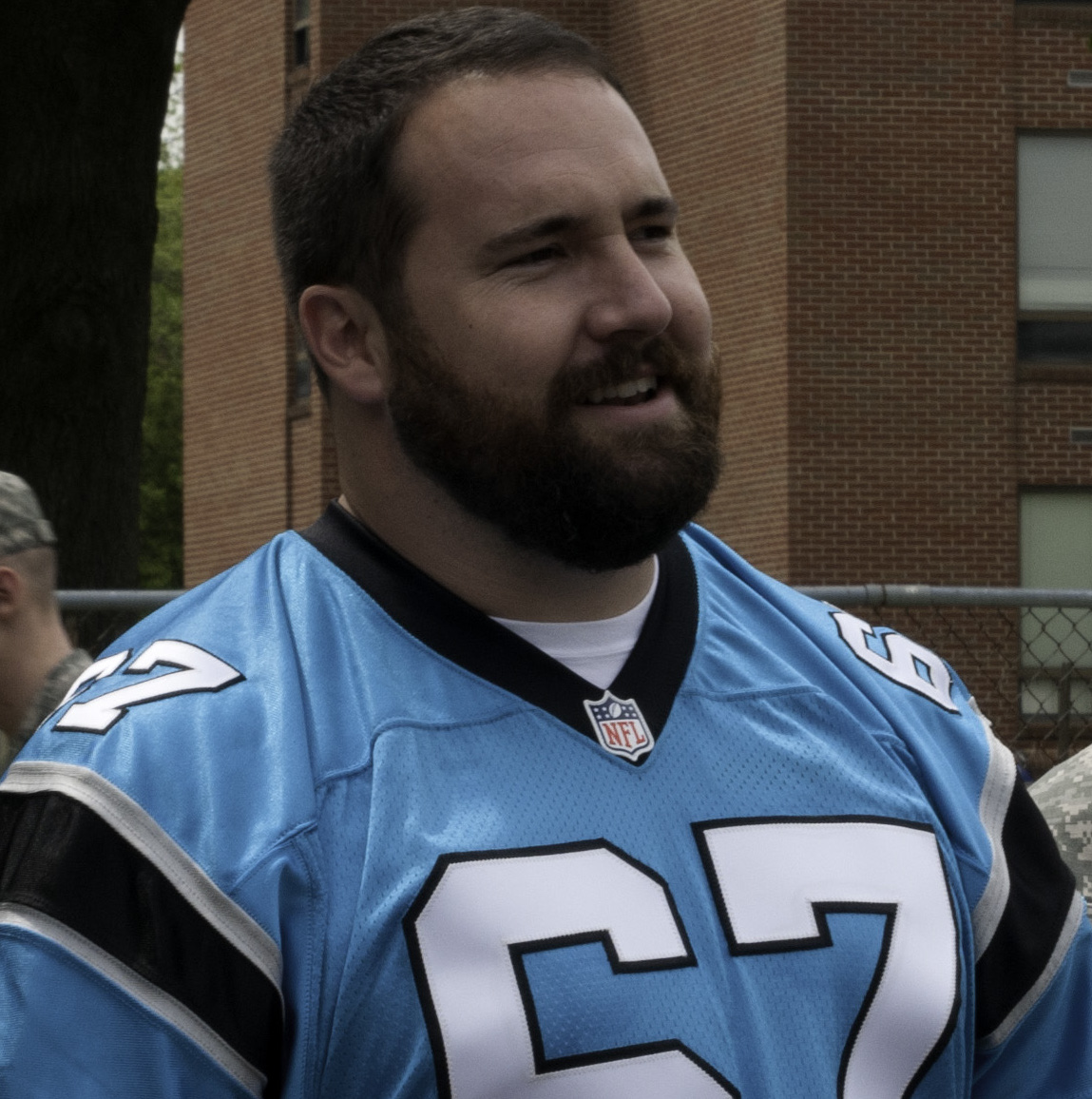
Kalil nel 2014

Anche nella stagione 2010, Kalil giocò sempre come titolare, venendo convocato per il secondo Pro Bowl. Alla fine della stagione, i Carolina Panthers applicarono su di lui la franchise tag. Il 19 agosto 2011, il giocatore firmò un contratto di sei anni del valore di 49 milioni di dollari, che lo rese il centro più pagato della storia della NFL.
Nella stagione 2011, Matt giocò le 16 partite della stagione dei Panthers come titolare. La squadra, che nell'annata precedente aveva terminato col peggior record della lega, si risollevò concludendo con un record di 6-10 grazie all'innesto del quarterback rookie Cam Newton. Kalil fu convocato per il terzo Pro Bowl consecutivo come titolare della NFC, fu inserito nel Second-Team All-Pro e votato al 99º posto nella NFL Top 100, l'annuale classifica dei migliori cento giocatori della stagione.
Dopo aver disputato solo cinque gare per infortunio nella stagione 2012, nel 2013 Kalil tornò a disputare tutte le 16 partite della stagione regolare come titolare, venendo premiato con la quarta convocazione al Pro Bowl in carriera e inserito nel First-team All-Pro, mentre i Panthers tornarono ai playoff per la prima volta dal 2008. A fine anno fu votato al 93º posto nella NFL Top 100. Nel 2015 fu convocato per il quinto Pro Bowl in carriera ed inserito nel First-team All-Pro dopo che Carolina terminò col miglior record della NFL, 15-1. Il 7 febbraio 2016 partì come titolare nel Super Bowl 50, dove i Panthers furono sconfitti per 24-10 dai Denver Broncos.

### New York Jets
Dopo essersi inizialmente ritirato, il 1º agosto 2019 Kalil firmò con i New York Jets

## Palmarès

### Franchigia
- National Football Conference Championship: 1

Carolina Panthers: 2015

### Individuale
- Pro Bowl: 5

2009, 2010, 2011, 2013, 2015
- First-team All-Pro: 2

2013, 2015
- Second-team All-Pro:1

2011

## Statistiche
| Partite totali             | 118 |
| Partite totali da titolare | 115 |

Statistiche aggiornate alla stagione 2015